# Јорктон
Јорктон (енгл. Yorkton) је град у југоисточном делу канадске провинције Саскачеван, на неких 65 км западно од административне границе са провинцијом Манитоба. Град је важно саобраћајно чвориште у коме се укрштају неки од најважнијих путних праваца у земљи (трансканадски аутопут и провинцијски аутопутеви 9, 10 и 52). Административни центар провинције Реџајна налази се 175 км југозападно од Јорктона, а најближа насеља су градић Мелвил (око 40 км југозападно) и варошица Канора (45 км северније).
Град лежи у најравнијем преријском делу провинције и окружен је бројним мањим језерима.
Са преко 15.500 становника колико је регистровано 2011. Јорктон је пети по величини град у провинцији.

## Историја
Године 1882. група досељеника из округа Јорк у Онтарију је основала насеље неких 4 км североисточно од данашњег центра и прозвала га Јорк Сити. Две године касније насеље је добило и властиту пошту и поштански код, те је преименовано у Јорктон да би се избегло поистовећивање са Јорком у Онтарију.
Након што је 1889. железничка линија прошла 4 км јужније од првобитног насеља, тако се и Јорктон ширио у том правцу. Јорктон је 1894. административно уређен као село, а 6 година касније добија статус варошице. Захваљујући железници број досељеника у граду се константно повећавао, а посебно је било интензивно досељавање Мађара, Немаца, Скандинаваца, Руса, Украјинаца и Белгијанаца. Варошица Јорктон је 1. фебруара 1928. административно унапређена у статус града и тада је у граду живело преко 5.000 становника.
Почетком јула месеца 2010. након обилних киша формирале су се јаке бујице које су у готово у целости поплавиле град и причиниле велику материјалну штету. Градске власти су прогласиле ванредно стање, а становништву су у помоћ притекла војска и Црвени крст Канаде. Била је то највећа катастрофа која је икада задесила овај град.

## Клима
Јорктон лежи у зони умереноконтиненталне климе (кепенова класификација тип Dfb). Карактеришу га врела лета и веома хладне зиме, са просечним температурама између -17,9 °C током јануара и 17,8 °C у јулу.

## Демографија
Према резултатима пописа становништва из 2011. у граду је живело 15.669 становника у укупно 7.175 домаћинстава, што је за 4,2% више у односу на 15.038 житеља колико је регистровано
приликом пописа 2006. године.
| 2001.  | 2006.  | 2011.  |
| ------ | ------ | ------ |
| 15.107 | 15.669 | 15.669 |